# Otoniel & Oziel
Otoniel e Oziel (Otoniel e Oziel Moura de Paula) foi uma dupla de cantores do segmento evangélico, filhos do pastor Antônio de Paula e irmãos do conhecido cantor Ozeias de Paula. Iniciaram sua carreira musical com o LP "Palácio do meu Rei", em 1967. Gravaram ao todo 09 discos, incluindo dois trabalhos gravados por Oziel e sua esposa Alda: "Sempre Alegre" (1973) e "Fé Para Vencer" (1975). Seu estilo musical era caracterizado pela simplicidade da orquestração das músicas, utilizando apenas órgão e violão. Com o decorrer dos anos, ao seu estilo foram acrescentados instrumentos como guitarra (solo e base), contrabaixo, bateria, etc.[carece de fontes?]
Em 26 de fevereiro de 1976 faleceram num desastre automobilístico em Ijuí.

## Família de Paula
Atualmente, seus irmãos Otoni de Paula (pastor e cantor evangélico) e Ozeias de Paula (cantor evangélico) moram no Rio de Janeiro. 
Seu sobrinho Otoni de Paula Júnior é pastor do Ministério Missão Vida e também é deputado federal eleito pelo estado do Rio de Janeiro.

## Discografia
- 1967 - Palácio do meu Rei
- 1968 - Profecias
- 1969 - Oásis do amor (com participação de Ozeias de Paula)
- 1970 - Que Bonito É
- 1971 - Casa de Jairo (com participação de Ozeias de Paula)
- 1972 - Desejo Missionário
- 1973 - Sempre Alegre (Oziel e Alda)
- 1973 - Trinta Peças de Prata
- 1974 - Festa no Céu
- 1975 - Sua Felicidade Depende de Você
- 1975 - Fé para Vencer (Oziel e Alda)